# Habrocestum verattii
Habrocestum verattii är en spindelart som beskrevs av Lodovico di Caporiacco 1936. Habrocestum verattii ingår i släktet Habrocestum och familjen hoppspindlar. Inga underarter finns listade i Catalogue of Life.